# Ambrosia (Tochter des Atlas)
Ambrosia (altgriechisch Ἀμβροσία Ambrosía), Tochter des Titanen Atlas und der Okeanide Pleione, ist eine Person der griechischen Mythologie.
Sie war eine der Hyaden, eine dodonäische Nymphe und Amme des Weingottes Dionysos. Als der thrakische König Lykurgos den Dionysos und seine Begleiterinnen verfolgte, wurde sie in eine Rebe verwandelt.